# Waffenregistergesetz
Das Waffenregistergesetz enthält die Bestimmungen zum Nationalen Waffenregister in Deutschland. Damit können Waffenbehörden den vollständigen Lebensweg von Waffen und wesentlichen Teile zurückverfolgen und sich untereinander über die verarbeiteten Daten austauschen. Das Waffenregistergesetz wurde am 17. Februar 2020 erlassen und ersetzt das Nationale-Waffenregister-Gesetz mit Wirkung vom 1. September 2020. Waffenhersteller und Waffenhändler werden grundsätzlich verpflichtet, ihren Umgang mit Waffen den Behörden elektronisch anzuzeigen.